# Шостак (монета)
Шостак, шустак или шестигрошовик — серебряная (позднее — биллонная) монета Польши, Великого княжества Литовского и Речи Посполитой достоинством в шесть грошей, чеканившаяся с 1528 по 1795 годы. В 1707—1709 годах в разгар Северной войны как подражание польскому шостаку в Москве чеканилась монета, получившая название шестак.

## Шостак в Польше до Люблинской унии
Эмиссия шостаков была впервые предпринята в период правления Сигизмунда I Старого. Первые шостаки чеканились из биллона, затем в 30-е годы XVI века их масса была понижена с одновременным повышением их пробы. В 40-е годы XVI столетия эмиссия монет этого номинала была приостановлена.

## Шостак в Речи Посполитой
Эмиссия шостака была восстановлена в 1581 году при короле Стефане Батории, однако, в период его правления чеканка монет этого номинала была относительно небольшой по объёму. Первый расцвет эмиссий шостаков приходится на правление Сигизмунда III. В силу инфляционных процессов шостаки к 20-м годам XVII столетия сильно обесценились, и в 1627 году решением Сейма их чеканка (вместе с чеканкой остальной разменной монеты) была запрещена с целью недопущения инфляции. Позднее, эмиссия этих монет возобновляется в 50-е годы XVII века и переживает свой новый расцвет в 1660-е годы. Шостаки 60-х годов XVII века являются самыми распространенными из монет этого номинала. В 1668 году их чеканка была прекращена. Очередное возобнавление чеканки шостаков произошло в 1677 году при Яне III, но по сеймовому решению 1685 года их эмиссия к 1687 году была снова прекращена. В период правления Августа II незначительное количество шостаков чеканилось в 1698—1706 годах для Польши и в 1706—1707 годах для Великого княжества Литовского. Именно шостак 1707 года стал последней монетой Великого княжества Литовского.
После денежной реформы Августа III (1752 год) чеканка шостаков была возобновлена и продолжалась до 60-х годов XVIII века. Денежная реформа Станислава Августа Понятовского упраздняла данный номинал, вводя вместо него «серебряный грош» паритетный 71⁄2 грошам в медной монете. Во время восстания 1794 года, согласно денежной реформе того же года, эмиссия шостаков была восстановлена и продолжалась вплоть до прекращения существования Речи Посполитой как государства (до 1795 года)